# Fluchloralin
Fluchloralin ist eine chemische Verbindung aus der Gruppe der Dinitrotoluidine und Dinitroaniline.

## Gewinnung und Darstellung
Fluchloralin kann durch mehrstufige Reaktion von Toluol mit Chlor und Fluorwasserstoff zu p-Chlorbenzotrifluorid, anschließend weiter mit Salpetersäure zu 3,5-Dinitro-4-chlorbenzotrifluorid und mit Propylchlorethylamin zum Endprodukt gewonnen werden.

## Verwendung
Fluchloralin wurde als Herbizid verwendet. Die Wirkung beruht auf der Hemmung der Bildung von Mikrotubuli.
Der Wirkstoff Fluchloralin steht nicht auf der Liste der in der EU zulässigen Wirkstoffe von Pflanzenschutzmitteln. In Deutschland, Österreich und der Schweiz ist kein Pflanzenschutzmittel zugelassen, das Fluchloralin enthält.